# Pietro Morandi
Pietro Morandi (Bolonya, 15 d'abril de 1739 - Senigallia, 8 de desembre de 1815) fou un compositor i mestre de capella italià.
Aprengué composició amb el pare Martini i fou mestre de capella a Pergola i Ancona. Des de 1764 va pertànyer a l'Acadèmia dels Filharmònics de la seva ciutat natal. A Venècia publicà 12 duos per a soprano i baix, i a més se li deuen, l'òpera bufa Gli usurpatori delusi, estrenada el 1791; L'inglese stravagante per al teatre, i diverses composicions de música religiosa, com misses, motets, etc...